# テリー・ノリス
テリー・ノリス（Terry Norris、1967年6月17日 - ）は、アメリカ合衆国の男性プロボクサー。テキサス州ラボック出身。元WBC・IBF世界スーパーウェルター級王者。
キャリア前半は華麗なフットワークと恵まれた強打で小気味良いボクシングを展開するアウトボクサーであったが、キャリアが中期に入ると「テリブル（恐ろしい）」と称されたように常にKOを狙うボクサーファイターへと変貌した。
WBA世界クルーザー級王者オーリン・ノリスは実兄。

## 来歴
1986年8月2日、プロデビュー。デビューから3年間のうちに2敗を喫しているが、最初の敗北は微妙な判定と反則によるものだった。この3年間のうちにクインシー・テーラー、 スティーブ・リトルなど後の世界王者や、バスター・ドレイトンなど元王者を破っている。
1989年7月30日、WBA世界スーパーウェルター級王者ジュリアン・ジャクソン（ アメリカ合衆国）に挑戦するも、2回TKO負けを喫し王座獲得に失敗した。
1990年3月31日、WBC世界スーパーウェルター級王者ジョン・ムガビ（ ウガンダ）に挑戦し、1回KO勝ちで王座を獲得した。以降、一度はタイトルを失うまで10度の防衛（うち7度はKO）を達成した。防衛戦の相手はルネ・ジャコー、シュガー・レイ・レナード、ドナルド・カリー、 ホルヘ・カストロ 、メルドリック・テーラー、モーリス・ブロッカーなど常に強豪ばかりを選んだ。特に1991年2月9日、キャリア晩年に差し掛かっていたシュガー・レイ・レナード（ アメリカ合衆国）と対戦し、3-0（119-103、120-104、116-110）の大差判定勝ちで2度目の防衛に成功した。レナードは試合後のリング上で引退を表明し、ノリスが引導を渡す形となった。
1993年12月18日、11度目の防衛戦でサイモン・ブラウン（ アメリカ合衆国）と対戦し、4回KO負けで王座から陥落した。
1994年5月7日、サイモン・ブラウンとリターンマッチで対戦し、3-0の判定勝ちで王座に返り咲いた。
1994年11月12日、初防衛戦でルイス・サンタナ（ ドミニカ共和国）と対戦。5回にラビットパンチ（後頭部打ち）でサンタナが試合続行不可能となったため反則負けとなり、王座から陥落した。
1995年4月8日、ルイス・サンタナとリターンマッチで対戦。3回終了後のパンチでサンタナが試合続行不可能となったためまたしても反則負けとなり、王座返り咲きならず。
1995年8月19日、ルイス・サンタナとラバーマッチで対戦し、2回TKO勝ちで王座に返り咲いた。
1995年12月16日、IBF世界スーパーウェルター級王者ポール・ベイデン（ アメリカ合衆国）と王座統一戦で対戦し、3-0の大差判定勝ちで王座統一に成功した。IBF王座は4度防衛後に返上。
1997年12月6日、WBC王座7度目の防衛戦でキース・ムリングス（ アメリカ合衆国）と対戦し、9回TKO負けで王座から陥落した。
1998年11月30日、WBA世界スーパーウェルター級王者ローランド・ブーデュアニ（ フランス）と対戦し、9回TKO負けで王座獲得ならず。この試合を最後に引退した。
2005年、国際ボクシング名誉の殿堂博物館に選出された（世界ボクシング殿堂にも選出されている）。

## 獲得タイトル
- WBC世界スーパーウェルター級王座（1期目は防衛10、2期目は防衛0、3期目は防衛6）
- IBF世界スーパーウェルター級王座（防衛4）